# Thomas Fane (6e comte de Westmorland)
Thomas Fane, 6e comte de Westmorland (3 octobre 1681 - 4 juin 1736), titré l'honorable Thomas Fane de 1691 à 1699, est un pair britannique et membre de la Chambre des lords. 

## Biographie
Il est le troisième fils (deuxième fils survivant) de Vere Fane (4e comte de Westmorland) et de son épouse Rachel Bence. ainsi que le frère cadet de Vere Fane et le frère aîné de John Fane (7e comte de Westmorland). Comme son frère aîné, Vere, meurt sans descendance en 1699, Thomas Fane hérite du comté de Westmorland, ainsi que des titres suivants de son frère, baron Burghersh et Lord le Despencer. 
Il occupe de nombreux postes, notamment celui de sous-Gouverneur des Cinq-Ports entre 1705 et 1708, Premier Lord du commerce entre 1719 et 1735 et Lord Lieutenant du Northamptonshire en 1735. En outre, il est gentilhomme de la chambre du mari de la reine Anne, le prince George du Danemark, le 25 avril 1704 et le reste sous roi George Ier en 1715. En 1717, il est investi comme conseiller privé. 
Il épouse Catherine Stringer, fille de Thomas Stringer en 1707, morte le 4 février 1730. Fane est décédé lui-même le 4 juin 1736 sans aucune descendance. Son frère cadet, le général John Fane lui succède. 